# Голема Ваница
Голема Ваница (грч. Άνω Κώμη, Ано Коми) је насељено место у општини Кожани у периферији Западна Македонија, Грчка. Према попису из 2021. године било је 1.263 становника.
Према бугарском географу и историчару, Василу Канчову, у Големој Ваници је 1900. године живео 131 Грк и 100 Турака. Српски историчар Спиридон Гопчевић, 1890. године бележи да је грчко становништво словенског порекла. Године 1923. турско становништво је принудно исељено у Турску а на њихово место су насељене грчке избегличке породице, укупно 521 особа. На попису из 1928. године Голема Ваница је имала 572 становника.